# 湖滨街道 (徐州市)
湖滨街道，是中华人民共和国江苏省徐州市泉山区下辖的一个乡镇级行政单位。

## 行政区划
湖滨街道下辖以下地区：
滨湖花园社区、刘场社区、湖滨西社区、湖滨东社区、杏山子社区、韩山社区、开元四季社区和幸福家园社区。